# Rhabdocoma articulata
Rhabdocoma articulata is een rondwormensoort uit de familie van de Trefusiidae. De wetenschappelijke naam van de soort is voor het eerst geldig gepubliceerd in 1955 door Gerlach.